# Мавлянбеков, Ахметбек Маткулович
Ахметбек Маткулович Мавлянбеков (узб. Ahmadbek Matqulovich Mavlonbekov; 1897, Ходжент, Ходжентский уезд, Самаркандская область, Туркестанский край, Российская империя — 1938) — советский узбекский государственный и партийный деятель. Народный комиссар юстиции и прокурор Узбекской ССР (1927—1930).

## Биография
Родился в семье рабочего, который работал сторожем и рассыльным в почтово-телеграфной конторе.
В 1911 г. окончил русско-туземную школу Ходженте, затем — курсы телеграфистов.
С 1914 г. — сторож в русско-туземной школе, уборщик у частных лиц, в 1915—1916 — мирза у Пулатжана Самжиалова. С середеины 1916 г. — почтальон в Маргелане. Старший телегафист почтово-телеграфной конторы г. Ходжент.
Член РКП(б) с июня 1918 г.
В 1917 г. являлся одним из организаторов в Ходженте «Совета мусульманских депутатов». В 1918—1919 гг. — заведующий отделом труда и социального обеспечния Ходжентского угорисполкома. Участник борьбы с басмачеством в Ходжентском уезде: рядовой и командир отряда.
В 1919 г. — председатель народного суда в Ходженте, затем — председатель Ходжентского уездного совнархоза. В 1919—1920 гг. — председатель Ходжентского уездного городского комитета РКП(б). 
- 1920 г. — председатель Ходжентского уездно-городского ревкома,
- 1920—1921 — председатель исполнительного комитета Ходжентского уездного городского совета,
- 1921 г. — член исполнительного комитета Ташкентского уездного совета и член коллегии Туркестанского ЦИК,
- 1921—1922 гг. — председатель Ферганской областной ЧК, первый заместитель председателя Ферганского областного революционного комитета, вр. и. о. председателя Ферганского областного революционного комитета, пред. Ферганского областного Экономического совета,
- 1922—1923 гг. — ответственный секретарь Самаркандского обкома КП(б) Туркестана. Член Чрезвычайной тройки по борьбе с басмачеством в Самаркандской области,
- 1923—1924 гг. — ответственный секретарь ЦК ЦК КП(б) Бухары,
- 1924—1925 гг. — нарком Рабоче-крестьянской инспекции Узбекской ССР,
- 1925 г. — заведующий Учётно-распределительным подотделом Организационного отдела ЦК КП(б) Узбекистана,
- 1925—1927 гг. — председатель ЦКК-НК РКИ Узбекистана,
- 1927—1930 гг. — народный комиссар юстиции-прокурор УзбССР. Освобожден от должности в связи с так называемым «делом Узмясторга»,
- 1930 г. — председатель Центрального совета Добровольного общества УзбОСОАВИАХИМ,
- 1930—1931 гг. — ответственный секретарь ЦИК Узбекской ССР,
- 1931—1933 гг. — проходил обучение в Историческом Институте Красной профессуры, г. Москва, не окончил,
- 1933—1934 гг. — заместитель, первый заместитель начальника политического сектора МТС и хлопкосеющих совхозов Уполномоченного Наркомата земледелия СССР по Средней Азии,
- 1934—1937 гг. — заведующий отделом пропаганды и агитации ЦК Компартии Таджикистана.

Член ЦКК ВКП(б) (1925-1927). Член ЦК КП Туркестана, член ЦКК КП Туркестана. Член ЦИК СССР 1 и 2-го созывов. Член ЦК КП Узбекистана (с февраля 1925 г.). Член ЦИК Туркестана (с 10-го съезда). Член ЦК и бюро ЦК Компартии Таджикистана. Член Президиума ЦИК Таджикистана. Делегат 15-го и 16-го съездов ВКП(б). 
Арестован в 1937 году. Его фамилия включена в представленный НКВД СССР и утвержденный 8 мая 1938 года И. Сталиным и В. Молотовым «Список лиц, подлежащих суду Военной коллегии Верховного суда СССР по Таджикской ССР» по 1-й категории (расстрел).

## Нагары и звания
Орден Красного Знамени. 